# Vultur de mare
Vulturul de mare sau vulturul de mare al lui Steller, vulturul cu umeri albi (Haliaeetus pelagicus) este o pasăre răpitoare de zi, mare, cu ciocul masiv, care trăiește în peninsula Kamceatka, insula Sahalin, pe țărmul Mării Bering și Mării Ohotsk și se hrănește cu pești mari (somoni), păsări, mamifere și cu stârvuri.

## Descrierea
Este cea mai mare specie din genul Haliaeetus (acvilele de mare), cu un cioc foarte masiv. Au o lungime de 85–112 cm și o greutate de pana la 5–9 kg, cu o anvergură a aripilor de până la 3 m. Femelele sunt mai mari și mai grele decât masculii.
Culoarea corpului este brun închis, iar umerii, vârfurile aripilor, coapsele, coada si fruntea sunt albe. Subspecia "Niger", găsită în Coreea, este în totalitate neagră.

## Distribuția geografică
Pe țărmul Mării Bering și Mării Ohotsk, iernează mai la sud, până în Coreea.
Cuibărește mai ales în Peninsula Kamceatka, Marea Ohotsk în cursul inferior al fluviului Amur și în nordul insulei Sahalin.

## Habitatul și comportamentul
Trăiesc pe țărmurile mărilor și cursurilor inferioare ale râurilor, mai rar pe uscat de-a lungul râurilor și lacurilor unde peștii sunt abundenți.
Cel mai adesea sunt întâlniti în văile împădurite ale râurilor, pe care cresc copaci în care își fac cuiburile.
Populațiile se deplasează spre sud pentru a ierna. Unele populații rămân în Peninsula Kamceatka și pe coastele Mării Ohotsk; cele mai multe iernează în Japonia, ajungând până la nord-estul Chinei, și în Coreea de Nord și Coreea de Sud.

## Hrana
Se hrănesc mai ales cu pești mari, vii sau morți, în special cu gorbușa (Oncorhynchus gorbuscha), dar vânează și păsări de talie mare și medie: cocoși de munte (Tetrao urogallus), ptarmigani (Lagopus lagopus),  mamifere: iepuri de câmp, foci tinere, vulpi polare. Sunt și necrofage, hrănindu-se cu cadavre.

## Reproducerea
Sunt păsări monogame. Majoritatea cuibăresc în copaci mari, dar și pe țărmurile stâncoase ale mărilor și pe faleze departe de mare lângă lacuri și râuri mari.
Ponta are loc în aprilie-mai într-un cuib mare făcut din crengi. Depun de obicei două ouă; incubația durează șapte săptămâni, puii se acoperă cu pene în aproximativ 10 săptămâni.

## Starea de conservare
Pe Lista Roșie a IUCN (Uniunea Internațională pentru Conservarea Naturii și a Resurselor Naturale) este listat ca vulnerabil. Populația mondială totală este estimată la 5000 de păsări și este în declin.
Amenințările principale sunt tăierea pădurilor vechi și construirea de hidrocentrale, pescuitul excesiv și intoxicațiile cu plumb a leșurilor de cerb împușcați de vânători.
Recomandările pentru reducerea amenințărilor la adresa speciei includ minimizarea impactului de dezvoltare industrială în Rusia, stabilirea site-urilor pentru hrănirea artificială, încurajarea gestionării durabile a stocurilor de pescuit și protecția depunerii icrelor de către somon.

## Galerie

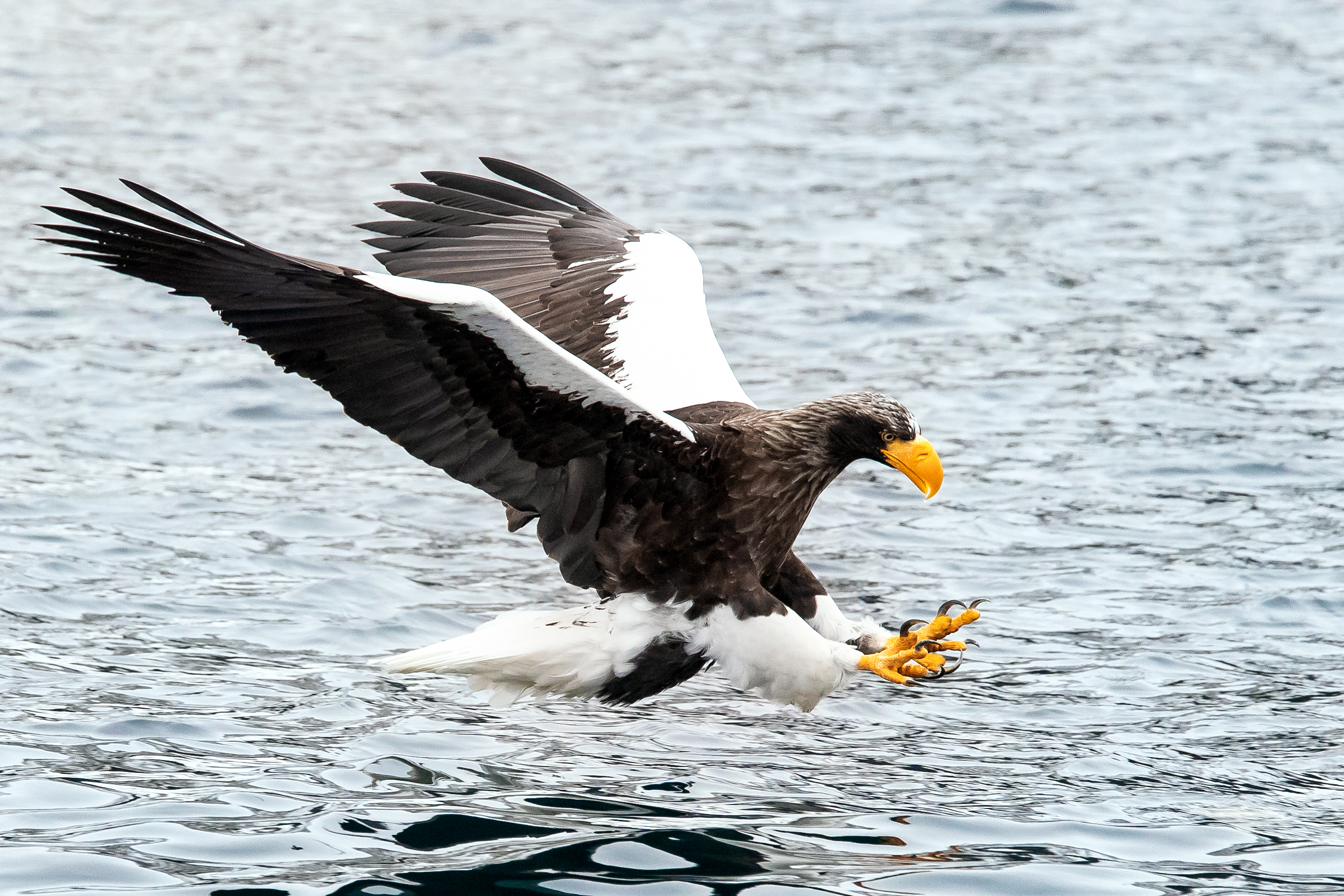
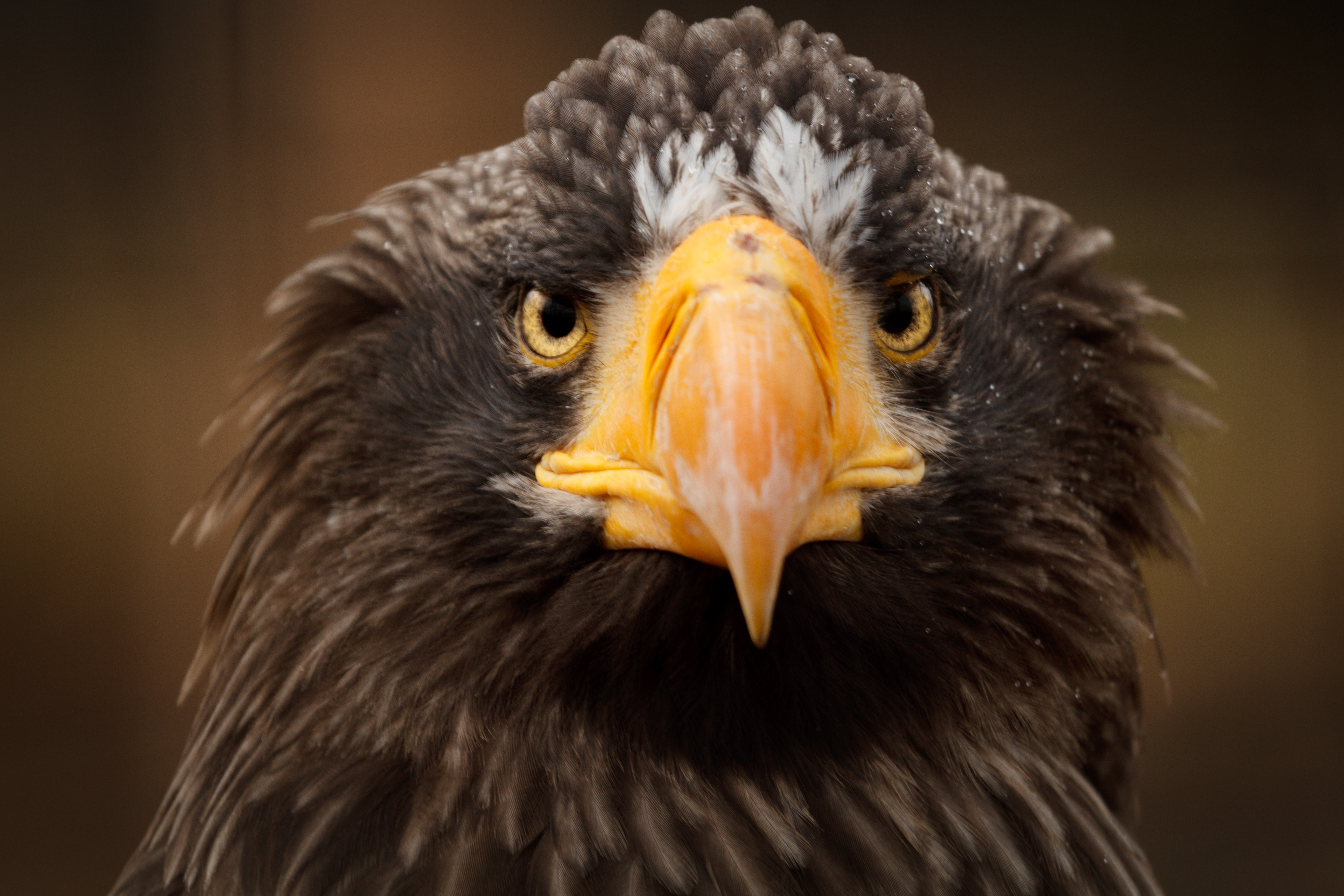
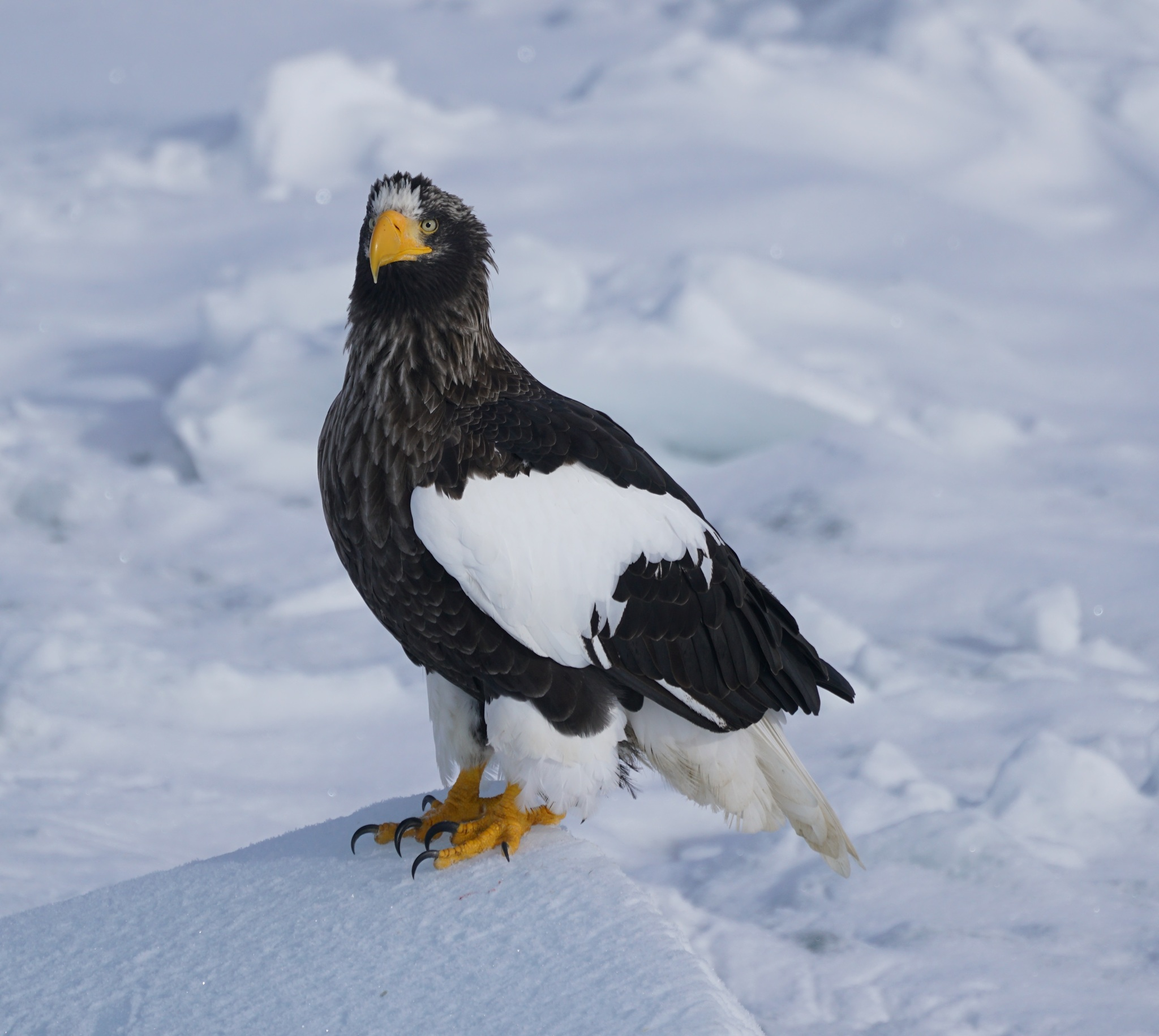
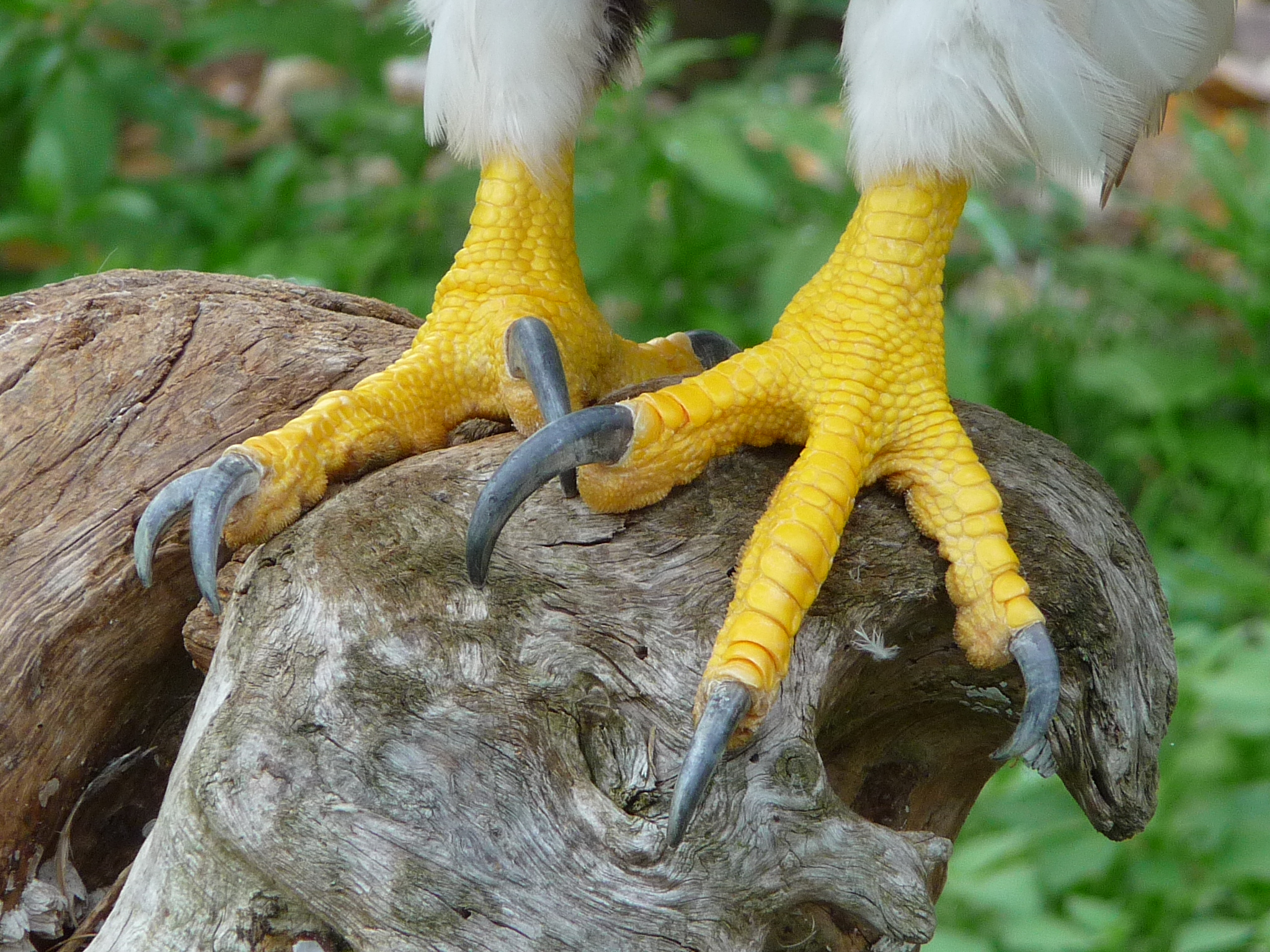